# Poultrygeist: Night of the Chicken Dead
Poultrygeist: Night of the Chicken Dead (Brasil: Poultrygeist: A Noite dos Frangos Mortos ) é um filme trash dos gêneros terror e comédia, produzido nos Estados Unidos pela Troma Entertainment em 2006, dirigido por Lloyd Kaufman e escrito por Lloyd Kaufman, Daniel Bova e Gabriel Friedman,.

## Sinopse
Escrito como uma sátira da indústria americana de fast food, Poultrygeist segue um grupo de pessoas presas dentro de um restaurante de fast food de frangos fritos de Nova Jersey - o “American Chicken Bunker” - que está sendo atacado por frangos indígenas possuídos por demônios zumbis após a construção de um estabelecimento no topo de um sagrado cemitério indígena.

## Produção
O orçamento para Poultrygeist foi de cerca de US$ 450.000 um orçamento típico de um filme da Troma Entertainment. Uma grande parte do financiamento do filme saiu do próprio bolso de Lloyd Kaufman e Michael Herz, enquanto Kaufman e sua esposa, Patricia Swinney Kaufman, mergulharam em suas economias pessoais para ajudar a financiar o filme.
Grande parte dos participantes de Poultrygeist foram inteiramente feito por voluntários que responderam a anúncios postados pela Troma Entertainment em sites na internet.
Entre os filmes da Troma, é o mais aclamado pela crítica especializada, apesar de não ser o mais famoso.

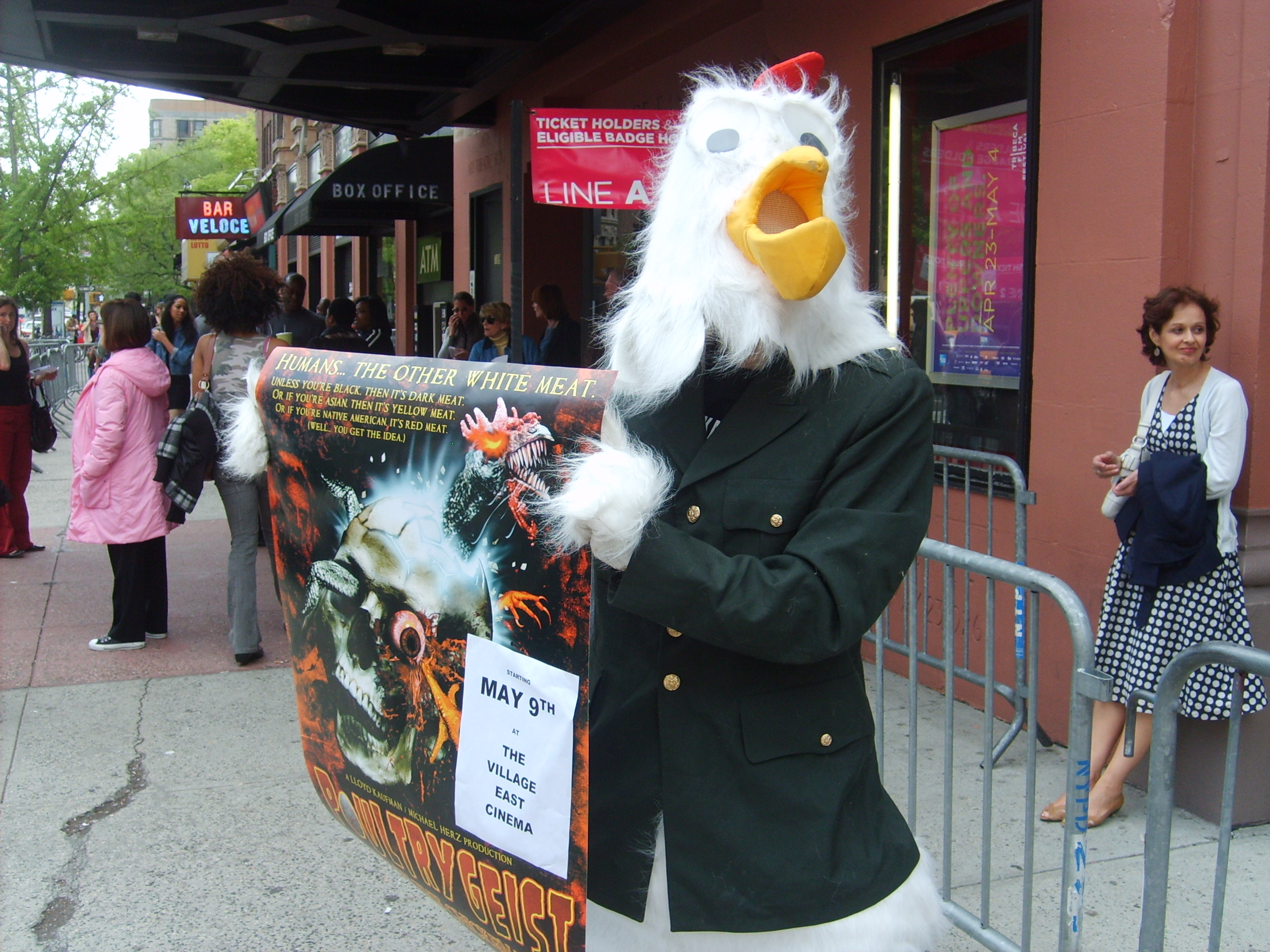
"Colonel Kluck" protesta em nome de Poultrygeist: Night of the Chicken Dead em 2008 no Festival de TriBeCa.